# Gamle Vossebanen

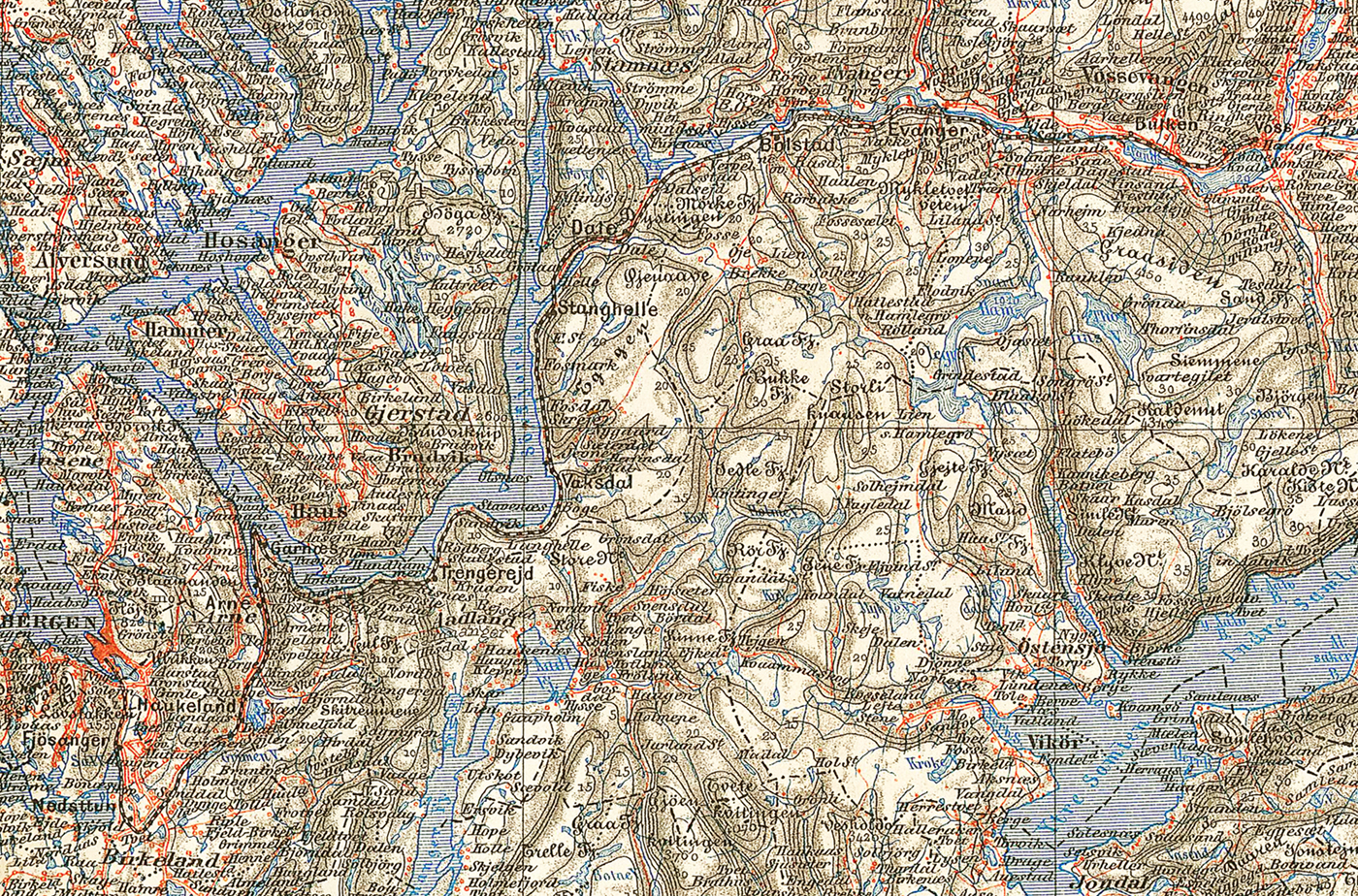
Streckenführung

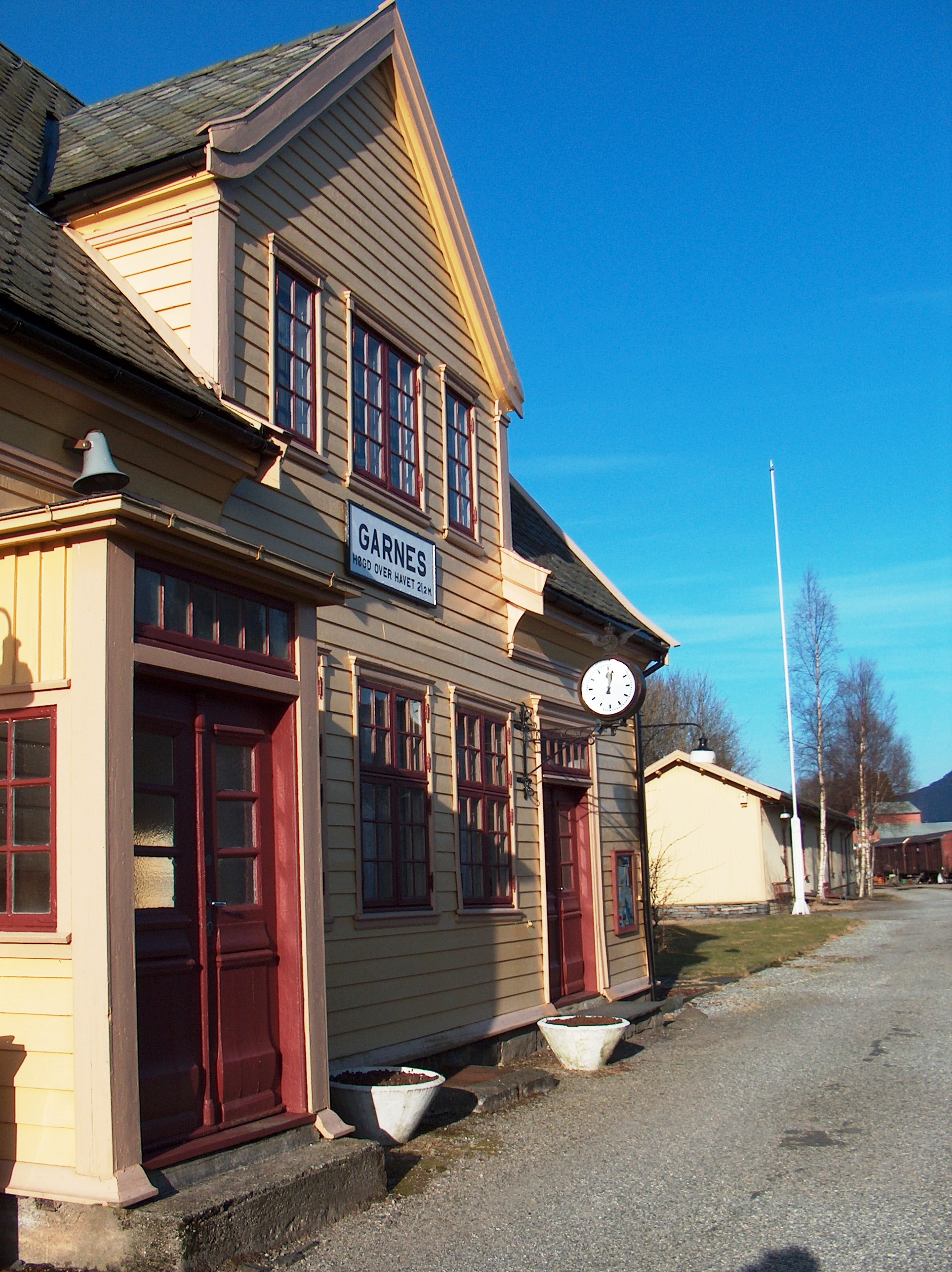
Das Bahnhofsgebäude der Museumsbahn in Garnes

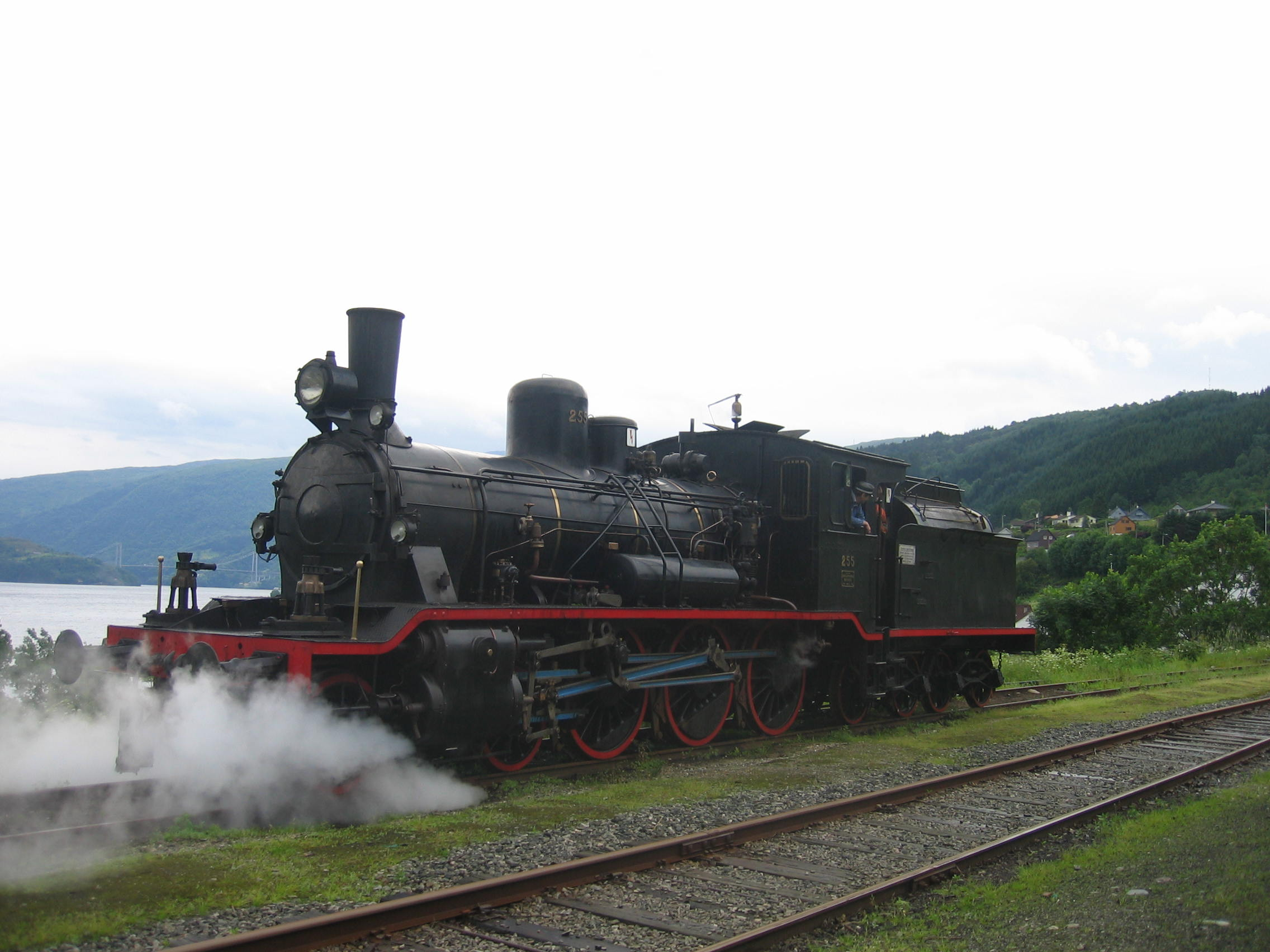
Museumslok NSB Type 18, Nr. 255

Die Gamle Vossebane (norwegisch für: die alte Vossbahn) ist eine Museumsbahn bei Bergen in Norwegen. Sie führt von Midtun über Arna nach Garnes.

## Geschichte
Die Bahnstrecke wurde vom norwegischen Storting am 9. Juni 1865 unter dem Namen Vossebanen konzessioniert und am 20. Mai 1883 in Schmalspur 1067 mm fertiggestellt. Am 22. Juli 1883 wurde der Personenverkehr von Bergen gamle stasjon (Bergen alter Bahnhof) nach Voss aufgenommen. Zwischen Helldal und Haukeland mussten fünf Tunnel gesprengt werden. Der längste – Brattlandstunnelen – wies 258 m auf.
Als 1894 und 1896 das Storting beschlossen hatte, die Bergenbane zu bauen, musste die Vossebane auf deren geplante Normalspur umgebaut werden und war am 11. August 1904 als erster Abschnitt der Bergenbahn betriebsbereit. Sie war die erste Kapspur-Strecke (ursprüngliche Bezeichnung CAP-Spur nach den Initialen des Norwegers Carl Abraham Pihl, der sie erbauen ließ), die auf Normalspur umgebaut wurde. Am 27. Dezember 1909 konnte die Bergenbahn durchgehend von Oslo bis Bergen betrieben werden. Mit der neuen Bedeutung wuchs der Verkehr, so dass der alte Bahnhof westlich des Binnensees Lille Lungegårdsvannet hätte vergrößert werden müssen. Aber nur im Osten des Sees Store Lungegårdsvannet fand sich ein ausreichendes Baugelände, so dass Bergen einen neuen Bahnhof erhielt, der am 26. Mai 1913 eingeweiht wurde und mit einer Neubaustrecke durch einen Tunnel unter dem Haukeland angebunden wurde. Wegen des anhaltend starken Verkehrs (um 1900 wurden jährlich etwa 500.000 Reisende zwischen Bergen und Nesttun, im Ersten Weltkrieg schon etwa eine Million befördert) wurde die Strecke am 2. Juli 1954 elektrifiziert.
Nach dem Bau des 7,8 km langen Ulrikstunnels durch den Ulriken durch die Norges Statsbaner in den Jahren 1956 bis 1964 wurde ein Abschnitt der Bergenbahn nicht mehr im Personenverkehr genutzt. Auf dem Teilstück Midtun–Arna–Garnes dieses Abschnitts wurde die Gamle Vossebane eingerichtet. Bis 2001 fand noch teilweise Güterverkehr statt, seitdem wird der Abschnitt bis Midtun nur mehr durch die erstmals 1993 verkehrenden Museumszüge genutzt. Eine Gleisverbindung mit der heutigen Bergenbahn der Bane NOR besteht in Tunestveit östlich von Arna. Der nördlichste Abschnitt der Museumsbahnstrecke führt entlang des Sørfjords gegenüber der Insel Osterøy.
Die Bezeichnung „Gamle Vossebanen“ ist aufgrund der Historie der Bergenbahn entstanden. Betreiber der Museumsbahn ist der Norsk Jernbaneklubb (NJB), der auf der 18 km langen Strecke zwischen Garnes und Midtun im Sommer regelmäßig Museumszüge betreibt. Eingesetzt wird eine Dampflokomotive der norwegischen Baureihe 18c, die 1913 vom Unternehmen Hamar Jernstøberi in Hamar erbaut wurde. Der Wagenpark besteht aus älteren Personenwagen mit Teakholzverkleidung, wie sie bis in die 1980er Jahre für die norwegische Eisenbahn typisch waren.